# دیپالپور
دیپالپور (به انگلیسی: Dipalpur) یک شهر در پاکستان است که در ناحیه اوکارا واقع شده‌است. دیپالپور ۱۶۷ متر بالاتر از سطح دریا واقع شده‌است.